# 岩村もみじ屋
岩村もみじ屋（いわむらもみじや）は、広島県廿日市市宮島町にある和菓子店。もみじ饅頭の老舗であり、つぶあん入りもみじ饅頭の元祖とされる。

## 概要
一般的なこしあんのもみじ饅頭と、「つぶもみじ」（つぶあん入りもみじ饅頭）を扱っている。
創業は明治末期と言われ、比較的早い時期からもみじ饅頭を製造していたようである。現在20社ほどあるもみじ饅頭メーカーの中では最も創業が古い部類に入る。
もともともみじ饅頭にはこしあん入りしかなかったが、1934年（昭和9年）5月10日に高松宮が厳島を訪問した際、「つぶあんはないのか」と当時の店主である岩村栄吉に所望したのがきっかけとなって、「つぶもみじ」が誕生したという。
「つぶもみじ」は1988年の第21回全国菓子大博覧会で名誉会長賞を受賞している。
店舗は厳島神社を出て大願寺から大聖院に向かう参詣みちにあたり、多くの参拝客や観光客が訪れる。